# Gare de Noda (Hanshin)
Ne doit pas être confondu avec la gare de Noda de la JR West
La gare de Noda (野田駅, Noda-eki) est une gare ferroviaire de la ville d'Osaka au Japon. Elle est située dans l'arrondissement de Fukushima. La gare est gérée par la compagnie Hanshin.

## Situation ferroviaire
La gare de Noda est située au point kilométrique (PK) 2,3 de la ligne principale Hanshin.

## Histoire
La gare est inaugurée le 12 avril 1905.

## Service des voyageurs

### Accès et accueil
La gare dispose d'un bâtiment voyageurs, avec guichet, ouvert tous les jours.

### Desserte
- Ligne principale Hanshin :
  - voies 1 et 2 : direction Osaka-Umeda
  - voies 3 et 4 : direction Amagasaki, Kōshien, Kobe-Sannomiya, Akashi et Himeji

### Intermodalité
La gare d'Ebie (ligne JR Tōzai) et la station de métro Nodahanshin (ligne Sennichimae) sont en correspondance avec la gare. La gare de Noda de la JR West est située à environ 500 mètres au sud.